# JoBeth Williams

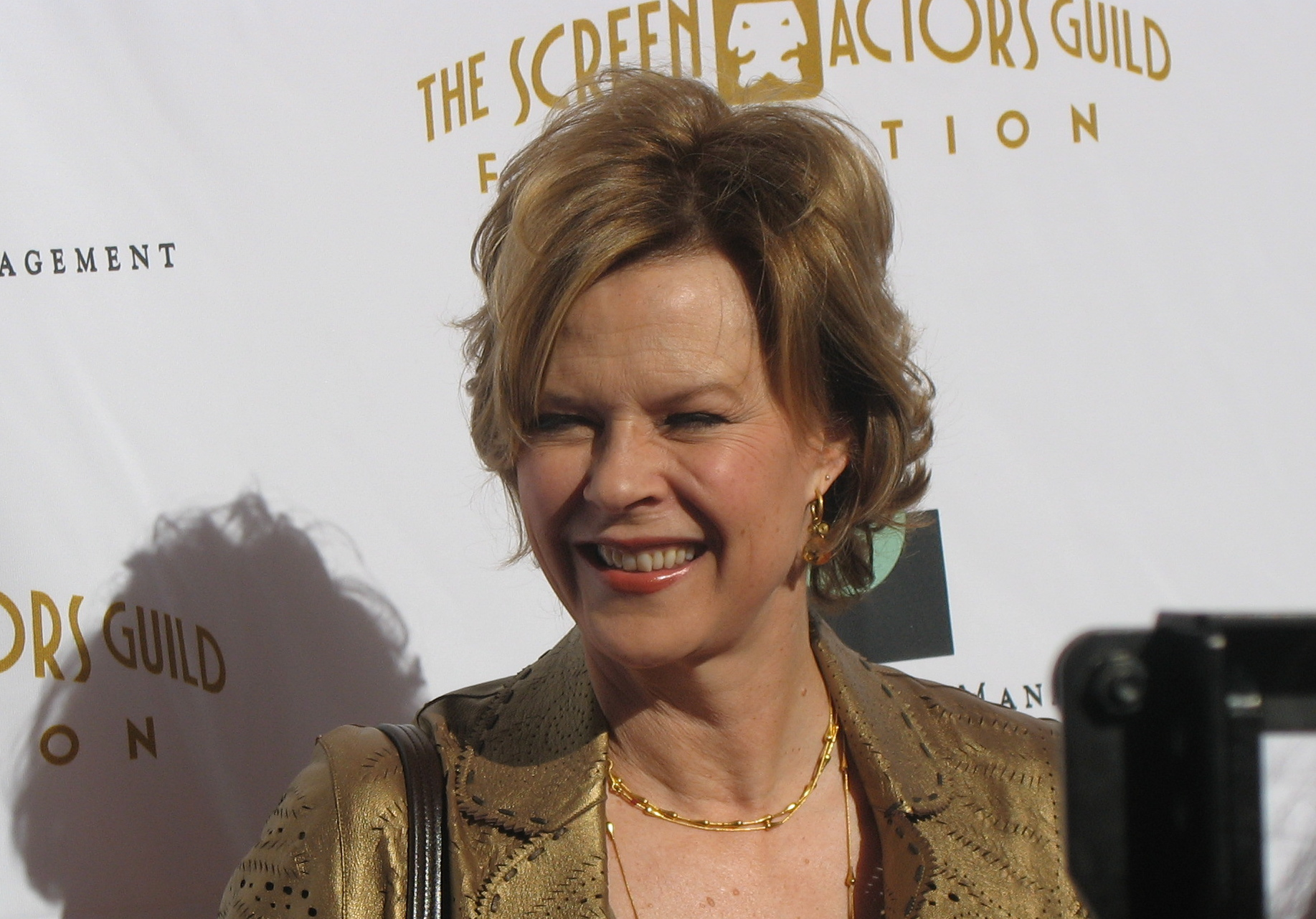
JoBeth Williams (2007)

JoBeth Williams (* 6. Dezember 1948 in Houston, Texas als Margaret Jobeth Williams) ist eine US-amerikanische Schauspielerin und Regisseurin.

## Leben
JoBeth Williams studierte an der Brown University in Providence, Rhode Island, um Psychologin zu werden, machte dann jedoch einen Abschluss in Englisch und wurde Schauspielerin. Sie begann ihre Karriere am Theater, trat dann ab Mitte der 1970er Jahre in verschiedenen Fernsehserien wie Jabberwocky auf und gab schließlich 1979 in Kramer gegen Kramer ihr Kinodebüt.
Ihre Filmografie umfasst zahlreiche Auftritte in verschiedenen Fernsehserien, wie u. a. in 24 (Staffel 5) als Miriam Henderson, Las Vegas und anderen. Ihr Schaffen umfasst mehr als 100 Film- und Fernsehproduktionen.
JoBeth Williams ist seit 1982 mit dem Regisseur John Pasquin verheiratet, zusammen haben sie zwei Söhne.

## Auszeichnungen (Auswahl)
- 1984, 1988 sowie 1995 war sie jeweils für den Emmy nominiert.
- 1985 gewann JoBeth Williams bei den Kansas City Film Critics Circle Awards einen KCFCC Award für ihre Rolle in Eine Agentin zuviel.
- 1994 gab sie mit On Hope ihr Debüt als Regisseurin und wurde für einen Oscar in der Kategorie Bester Kurzfilm nominiert.

## Filmografie (Auswahl)
- 1979: Kramer gegen Kramer (Kramer vs. Kramer)
- 1980: Zwei wahnsinnig starke Typen (Stir Crazy)
- 1981: Die Hunde des Krieges (The Dogs of War)
- 1982: Poltergeist
- 1982: Der schleichende Tod (Endangered Species)
- 1983: Der große Frust (The Big Chill)
- 1983: The Day After – Der Tag danach (The Day After)
- 1984: Die Aufsässigen (Teachers)
- 1984: Eine Agentin zuviel (American Dreamer)
- 1986: Poltergeist II – Die andere Seite (Poltergeist II: The Other Side)
- 1988: Memories of Me
- 1991: Der Giftzwerg (Dutch)
- 1991: Switch – Die Frau im Manne (Switch)
- 1992: Stop! Oder meine Mami schießt! (Stop! Or My Mom Will Shoot)
- 1993: Die Schwester in der Todeszelle (Final Appeal, Fernsehfilm)
- 1993–1994: Frasier (Fernsehserie, 3 Folgen)
- 1994: Wyatt Earp – Das Leben einer Legende (Wyatt Earp)
- 1996: Pick Up – Das Mädchen und der Cowboy (Ruby Jean and Joe)
- 1997: Aus dem Dschungel, in den Dschungel (Jungle 2 Jungle)
- 1997: City of Love (Little City)
- 1997: Nachts, wenn alles schläft (When Danger Follows You Home)
- 1998: Start frei für die Liebe (A Chance of Snow, Fernsehfilm)
- 1999: Payne (Fernsehserie, 9 Folgen)
- 1999: Justice – Eine Frage der Gerechtigkeit (Justice, Fernsehfilm)
- 2000: Wenn Mutterliebe zur Hölle wird (Trapped in a Purple Haze)
- 2002: Der Duft des Wahnsinns (The Rose Technique)
- 2002: Repossessed
- 2005: Fesseln der Tiefe (Into the Fire)
- 2005: Ein Mann für eine Saison (Fever Pitch)
- 2005: 14 Hours (Fernsehfilm)
- 2005: Crazylove
- 2006: In the Land of Women
- 2006: Numbers – Die Logik des Verbrechens (NUMB3RS, Fernsehserie, 1 Folge)
- 2006: Criminal Minds (Fernsehserie, 1 Folge)
- 2007: In the Land of Women
- 2007: Dexter (Fernsehserie, 4 Folgen)
- 2009: Uncorked (Fernsehfilm)
- 2009–2011: Private Practice (Fernsehserie, 6 Folgen)
- 2011: Ein Jahr vogelfrei! (The Big Year)
- 2011–2012, 2014–2015: Hart of Dixie (Fernsehserie, 7 Folgen)
- 2011: Law & Order: Los Angeles (Fernsehserie, Staffel 1, Folge 12)
- 2013, 2015: Perception (Fernsehserie, 2 Folgen)
- 2013: Mistresses (Fernsehserie, 1 Folge)
- 2014: In My Dreams (Fernsehfilm)
- 2015: Your Family or Mine (Fernsehserie, 6 Folgen)
- 2016: The Last Film Festival
- 2016: Within (Crawlspace)
- 2017: Barracuda
- 2017: Alex & The List
- 2019: SGT. Will Gardner
- 2019: Seattle Firefighters – Die jungen Helden (Station 19, Fernsehserie, 2 Folgen)
- 2020: What the Night Can Do